# فيليطوس
القديس فيليطوس (220 - 231)، أسقف أنطاكية الحادي عشر في عداد أسلافه ويسمى فيلبس أو بيلاطس الأول، جلس على كرسي أنطاكية خلفاً اسقلبياديس المعترف سنة 218 أو 220 وانتقل إلى الخدور العلوية بسلام سنة 231 وخدم الكرسي مدة اثنتي عشرة سنة.
اشتهر في عهده العلامة أوريجانوس القبطي الذي كان فريد زمانه ووحيد قرنه في الوعظ وعرف بفضيلته ويعد من علماء اللاهوت البارزين في القرون الثلاثة الأولى، لولا بعض الآراء الباطلة التي صدرت منه وصارت سبباً لنبذ الكنيسة إياه، وتحمل عذاباً أليماً في سبيل المسيح ونزلت به المنية في السجن في مدينة صور سنة 254.